# 19815 Маршасега
19815 Маршасега (19815 Marshasega) — астероїд головного поясу, відкритий 24 вересня 2000 року.
Тіссеранів параметр щодо Юпітера — 3,320.